# جک جانسون (نوازنده)
جک جانسون (انگلیسی: Jack Johnson؛ زادهٔ ۱۸ مهٔ ۱۹۷۵) یک نوازنده، خواننده، شاعر، بازیگر، مستندساز و موج سوار سابق اهل ایالات متحده آمریکا است. جانسون به طور عمده به خاطر کارهایش در سبک‌های سافت راک و آکوستیک شناخته می‌شود. در سال ۲۰۰۱، او با انتشار آلبوم اول خود، افسانه‌های تندآتش موفقیت تجاری خود را بدست آورد. جانسون با آلبوم موسیقی متن فیلم جورج کنجکاو در سال ۲۰۰۶، با آلبوم خواب در سکون در سال ۲۰۰۸، با آلبوم به سوی دریا در سال ۲۰۱۰ و با آلبوم از اینجا به تو در سال ۲۰۱۳ به رتبه یک بیلبورد ۲۰۰ رسید. آلبوم در میان رؤیاها در سال ۲۰۰۵ و بار دیگر در سال ۲۰۱۳ به رتبه دو لیست رسید.
جانسون در بوم‌شناسی و فعالیت‌های پایداری، معمولاً با توجه به اقیانوس تلاش می‌کند. جانسون و همسرش کیم، «خیریه جانسون اوهانا» و «خیریه کوکوا هاوایی» را تأسیس کردند. در سال ۲۰۰۸، جانسون مفهوم «سبز کردن» (به منظور کاهش و استفاده دوباره) را اتخاذ کرد و ۱۰۰درصد سود حاصل از تور خواب در سکون را به خیریه جانسون اوهانا اهدا کرد. به طور مشابه، سود حاصل از آلبوم به سوی دریا به مؤسسه خیریه‌ای که از طرف هوادارانش ارتقا پیدا کرد اهدا کرد.
وی از سال ۱۹۹۹ میلادی تاکنون مشغول فعالیت بوده‌است. جک جانسون در سبک‌های فولک راک، ایندی پاپ، سافت راک و پاپ راک فعالیت دارد. آن دوناهو از بیلبورد زندگی خانوادگی جانسون را اینگونه توصیف کرد. «معمولاً دشواری زیادی در متعادل ساختن زندگی یک هنرمند، دوستدار محیط زیست و مرد خانواده است اما به نظر می‌رسد در وضع خوشایندی برای این چالش به سر می‌برد.» هم جانسون و هم همسرش، از صحبت کردن دربارهٔ فرزندانشون خودداری می‌کنند.

## زندگی شخصی
در ۲۲ ژولای سال ۲۰۰۰، جانسون با همکلاسی‌اش کیم ازدواج کرد. آنها سه بچه دارند: دو پسر و یک دختر. جانسون در ساحل شمالی جزیره اوآهو در هاوایی زندگی می‌کند.

## آلبوم‌ها
- افسانه‌های تندآتش (۲۰۰۱)
- آن اند آن (۲۰۰۳)
- در میانه رؤیاها (۲۰۰۵)
- خواب در سکون (۲۰۰۸)
- به سوی دریا (۲۰۱۰)
- از اینجا به تو (۲۰۱۳)
- همه نورهای بالای آن (۲۰۱۷)